# 三仙洞摩崖造像
三仙洞摩崖造像位於四川省資陽市安岳縣高升鄉八樓村六組大成山腰南面。唐代曾建觀造像，叫“龍門觀”。明代開鑿新洞，鎊刻孔子、老君和釋迦牟尼佛像等，故改稱“三仙洞”。現存盒窟22個，大小造像232尊，題刻26通。大窟造像主要內容有老君、釋迦佛、孔子、文殊、觀音、大勢至、文昌帝君、三仙、三清、菩薩、真人、諸天、羅漢，以及樓、台、亭、閣等。崖壁下層10個小型洞窟摩崖造像是十殿閻王地獄行法故事，亦稱“地獄變”。三仙洞摩崖造像其規模宏大、雕刻精湛，且保存較好，是典型的明代摩崖石刻作品，對於研究明代的政治、經濟、文化和石刻藝術、宗教信仰等，都具有較高的價值。1988年，三仙洞摩崖造像被安岳縣人民政府公佈為縣級文物保護單位。2012年7月16日公佈為第八批四川省文物保護單位。